# Bataille de La Roche-Derrien
Guerre de Succession de Bretagne
Batailles
La bataille de La Roche-Derrien (20 juin 1347, La Roche-Derrien) est une des premières batailles de la guerre de Succession de Bretagne et un célèbre combat durant la guerre de Cent Ans.

## Récit
Cette bataille oppose les Bretons du parti de Jean de Monfort, demi-frère de feu le duc Jean III de Bretagne, soutenus par des troupes anglaises, et les troupes françaises et bretonnes menées par Charles de Blois le 18 juin 1347 pendant la guerre de Succession de Bretagne. Charles de Blois ayant refusé toutes négociations avec la population assiégée et à bout de force, il fut capturé par le capitaine Thomas Dagworth arrivé au secours de la ville. Les Français furent battus. Charles de Blois n'échappa à une exécution sommaire que grâce à l'intervention de Tanguy Ier du Chastel dont il avait pourtant assassiné les fils sous les murs de Brest. Charles de Blois (prétendant au titre de duc de Bretagne) fut capturé et à la suite de quoi, envoyé en Angleterre, il restera cinq ans captif à la tour de Londres. Jean IV de Beaumanoir et Guy XI de Laval sont faits prisonniers aussi.

## Pertes
Le combat aurait opposé 3 000 hommes de Charles de Blois à 2 000 Anglais et Bretons. Le parti de Charles de Blois compte 700 morts dont des représentants des plus grandes familles de l'aristocratie bretonne : Geoffroy IX de Châteaubriant, Payen IV de Malestroit, Guy X de Laval, Rohan, Jean de Rougé, Guillaume Ier de Rougé, seigneur de Derval, Guillaume III de Rochefort, Montfort, Quintin, Rais, Rieux, Rostrenen, Boisboissel…